# De Hooge Paaschberg
De Hooge Paaschberg is een landhuis aan de Arnhemseweg in Ede. Het huis werd in 1915 gebouwd en heeft de status van gemeentelijk monument.

## Achtergrond
De Paasberg bij Ede is een uitloper van een in de Voorlaatste ijstijd gevormde stuwwal. De Amsterdamse handelaar Anne Willem van Eeghen liet in 1915 halverwege de heuvel De Hooge Paaschberg bouwen. Hij woonde daar tot zijn overlijden in 1938 met zijn alleenstaande zus. In 1939 trok Leopold Roland Middelberg, de burgemeester van Ede, in de villa. Middelberg woonde daar tot 1946. Tijdens de Tweede Wereldoorlog werd De Hooge Paaschberg wel geconfisqueerd door de NSB. 
Het pand werd in 1950 gekocht door Stichting De Hooge Paaschberg, waarna Youth for Christ het in gebruik nam als hun eerste landelijke centrum. De villa was in de decennia daarna in gebruik als conferentiecentrum. De gebruikers hadden veelal een christelijke achtergrond. De laatste gebruikers waren twee Bijbelscholen: Vorming en Actie van het Broederschap van Pinkstergemeenten en de christelijke jongerenorganisatie Jeugd met een Opdracht.
De gemeente Ede wilde op het terrein van De Hooge Paaschberg een luxueus appartementencomplex laten bouwen, met twaalf appartementen ter waarde van zo'n zeshonderdduizend gulden elk. Vanuit onder andere de Vereniging Oud Ede kwam er verzet. De Raad van State verbood in 1998 de bouw van het appartementencomplex. In de jaren daarna raakte De Hooge Paaschberg in verval. In 2012 werd tijdens een politie-inval een wietplantage aangetroffen. Achter de villa was een grote kuil gegraven met het idee om er een ondergronds woondeel aan toe te voegen, maar dat plan werd nooit doorgezet. De nieuwe eigenaar liet de kuil weer dichtgooien. Rond 2014 werd er achter het landhuis een zwembad aangelegd met een poolhouse.